# Ditaxis malpighiacea
Ditaxis malpighiacea är en törelväxtart som först beskrevs av Ernst Heinrich Georg Ule, och fick sitt nu gällande namn av Ferdinand Albin Pax och Käthe Hoffmann. Ditaxis malpighiacea ingår i släktet Ditaxis och familjen törelväxter. Inga underarter finns listade i Catalogue of Life.